# Principato di Sealand
Il Principato di Sealand (in inglese Principality of Sealand, "terra del mare") è una micronazione situata a poche miglia dalla costa britannica, nel Mare del Nord. Si tratta di una struttura artificiale creata dal governo del Regno Unito durante la seconda guerra mondiale, occupata fin dal 1967 dalla famiglia di Paddy Roy Bates e dai loro compagni, che la proclamarono come  "principato con sovranità indipendente".
Anche se i componenti della famiglia di Bates, i suoi custodi, la dichiarano essere una micronazione indipendente, Sealand in realtà non è riconosciuta come stato sovrano da nessuno Stato del mondo.

## Storia

### La seconda guerra mondiale eFort Roughs

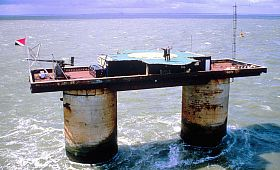
La piattaforma artificiale

Nel 1942, durante la seconda guerra mondiale, vennero progettate e costruite alcune fortificazioni, dette fortezze marittime Maunsell, tra le quali ve ne era una denominata HM Fort Roughs (anche detta Roughs Tower o Fort Rough, per via delle secche su cui era appoggiata). Quest'ultima comprendeva una grande piattaforma (zattera) galleggiante con una sovrastruttura di due torri unite da un ponte sul quale potevano essere aggiunte altre strutture. La piattaforma venne trainata fino al banco di sabbia Rough Sands dove venne intenzionalmente allagata, in modo che lo scafo affondasse e si appoggiasse sul fondo. Le colonne, rimaste emerse, e la piattaforma superiore costituiscono la sovrastruttura del vascello rimasta in vista.
La struttura venne occupata da 150-300 membri della Royal Navy per tutta la durata del conflitto e la loro funzione era quella di difesa antiaerea. Al termine del conflitto mondiale, tutto il personale venne evacuato e la piattaforma fu abbandonata.

### L'occupazione di Bates e la proclamazione

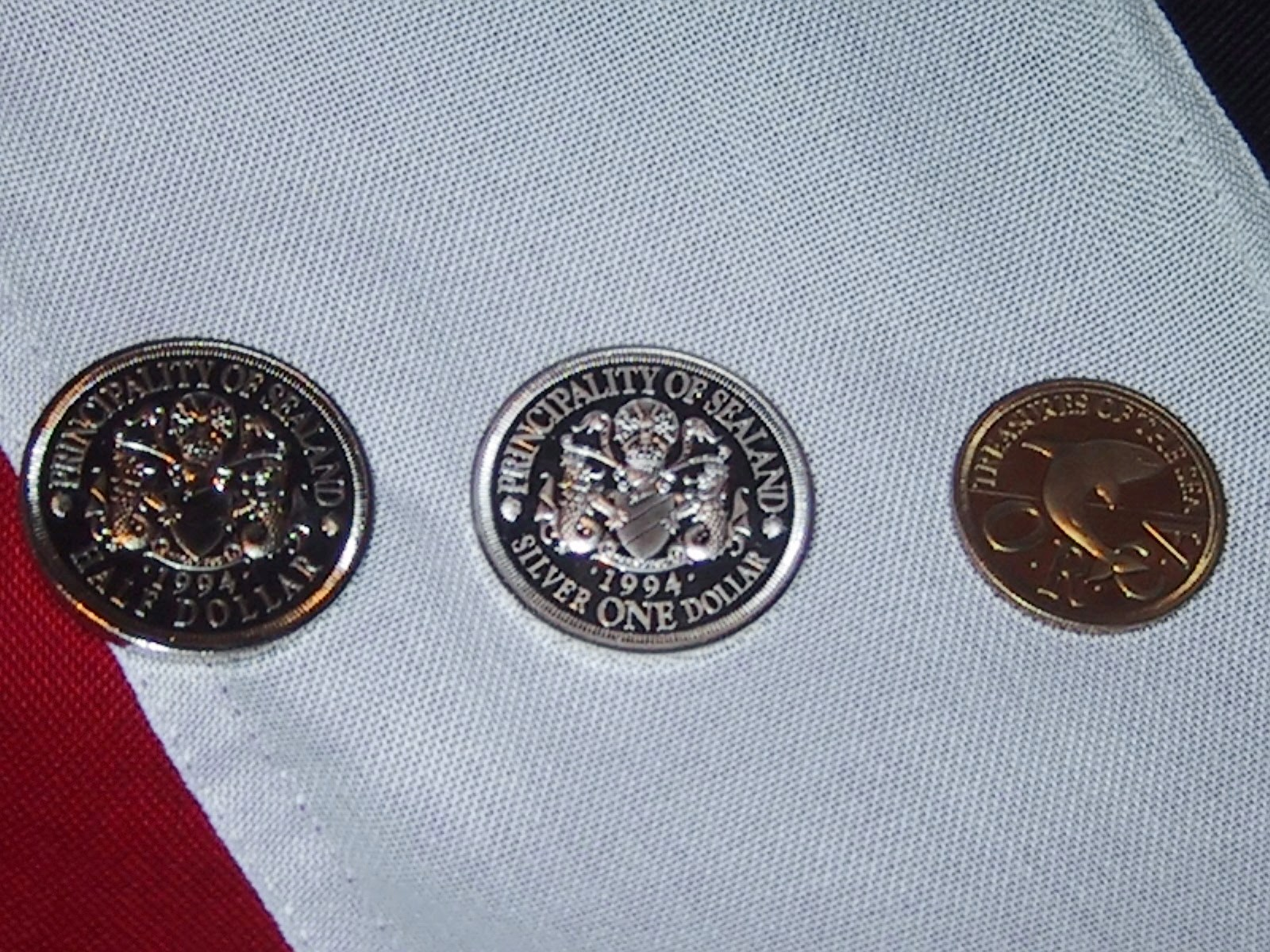
Alcune monete di Sealand

La vigilia di Natale del 1966, il forte venne occupato da Paddy Roy Bates, un cittadino britannico ed ex militare che aveva avuto problemi legali a causa di una stazione radio, "Radio Essex". Egli, dopo aver discusso coi suoi avvocati su come fare per mantenere la sua radio attiva, decise di proclamare la piattaforma uno Stato indipendente.
Nel 1968 Michael Bates (figlio di Roy) venne convocato a giudizio a causa di un incidente in cui vennero anche sparati alcuni colpi da una fregata della marina inglese nella vicinanze di Sealand. Secondo alcuni rapporti, gli occupanti del vascello intendevano espellere Bates dalla fortezza, mentre per altri stavano semplicemente tentando di riparare una vicina boa nautica. Il 25 novembre 1968 la corte affermò che, poiché l'incidente era avvenuto al di fuori delle acque territoriali inglesi, essa non aveva alcuna giurisdizione sull'avvenuto.
Nel 1978, mentre Roy Bates era assente, il "primo ministro" incaricato, il professor Alexander Achenbach ed alcuni cittadini dei Paesi Bassi catturarono Roughs Tower, trattenendo Michael, figlio di Bates, come ostaggio, prima di rilasciarlo diversi giorni dopo nei Paesi Bassi.

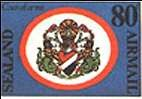
Un francobollo di Sealand

Bates arruolò dei mercenari e con un elicottero d'assalto riprese la fortezza. Tenne quindi prigionieri gli invasori reclamandoli come prigionieri di guerra. I cittadini dei Paesi Bassi partecipanti all'invasione furono rimpatriati alla cessazione della "guerra", mentre Achenbach, di cittadinanza tedesca, venne accusato di "tradimento contro Sealand" ed imprigionato indefinitamente. I governi dei Paesi Bassi e della Germania avanzarono una petizione al governo britannico per il suo rilascio, ma la Gran Bretagna disconobbe ogni responsabilità, citando la decisione della corte del 1968.
La Germania inviò allora un diplomatico a Roughs Tower per negoziare il rilascio di Achenbach e dopo diverse settimane Roy Bates cedette, affermando successivamente che la visita diplomatica costituiva il riconoscimento de facto di Sealand da parte della Germania, anche se la Germania non ha mai confermato questa interpretazione di Bates.
In seguito al suo rimpatrio, il professor Achenbach stabilì un "Governo in esilio" in Germania, in opposizione a quello di Roy Bates, assumendo il titolo di "Segretario del Concilio Privato". Alle dimissioni di Achenbach per ragioni di salute nell'agosto 1989 il "Ministro per la Cooperazione Economica" del governo ribelle, Johannes Seiger, assunse la posizione di "Primo Ministro e Segretario del Concilio Privato". Seiger continua ad affermare di essere l'autorità legittima di governo di Sealand.
A partire dagli anni novanta, per un certo periodo, Sealand produsse anche passaporti. A causa della quantità massiccia di passaporti in circolazione (stimata in circa 150 000 unità), nel 1997, la famiglia Bates revocò tutti i passaporti di Sealand che aveva essa stessa emesso nei precedenti 30 anni.

### Gli anni 2000 e la messa in vendita

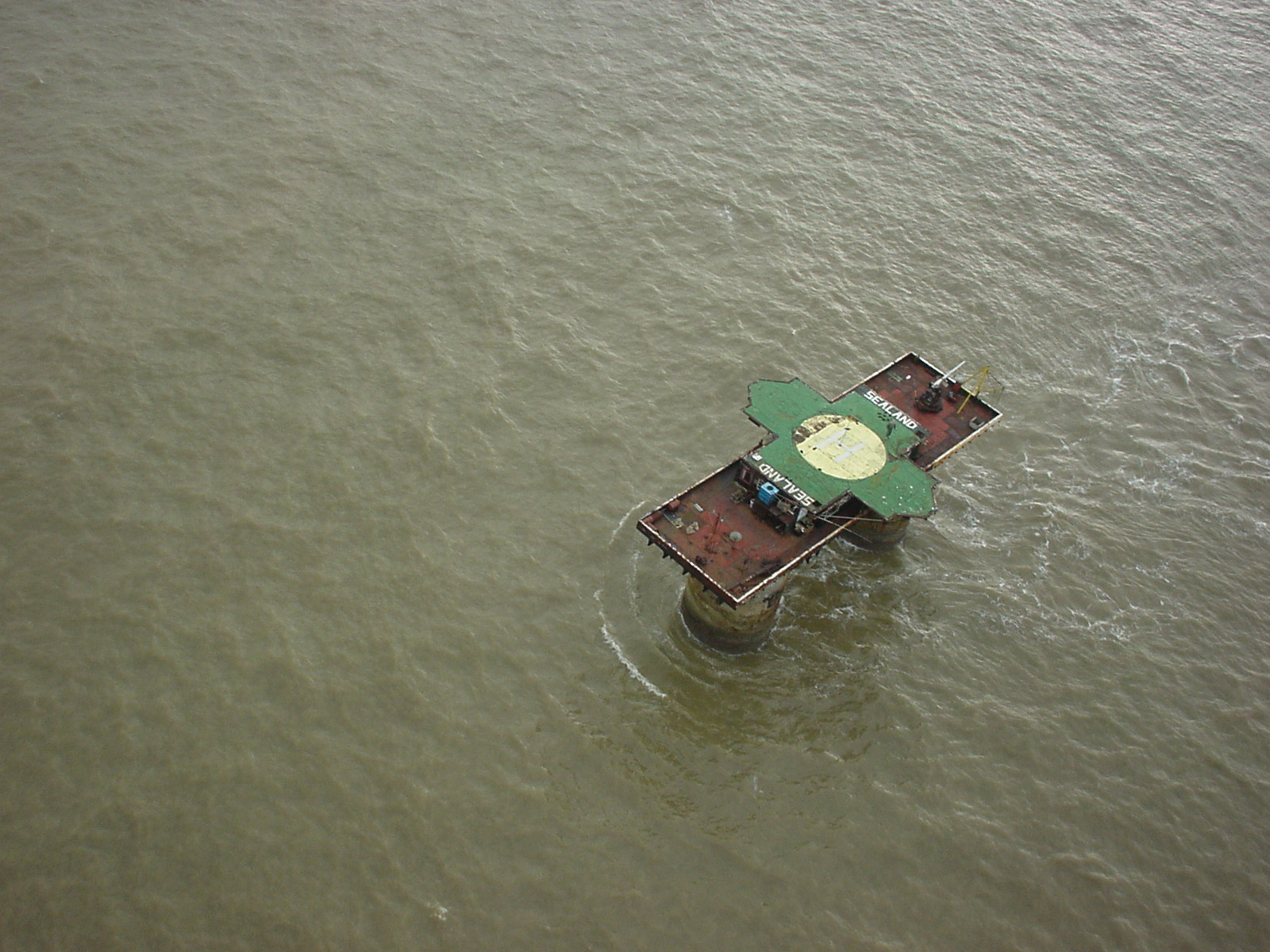
La piattaforma HM Fort Roughs vista dall'alto

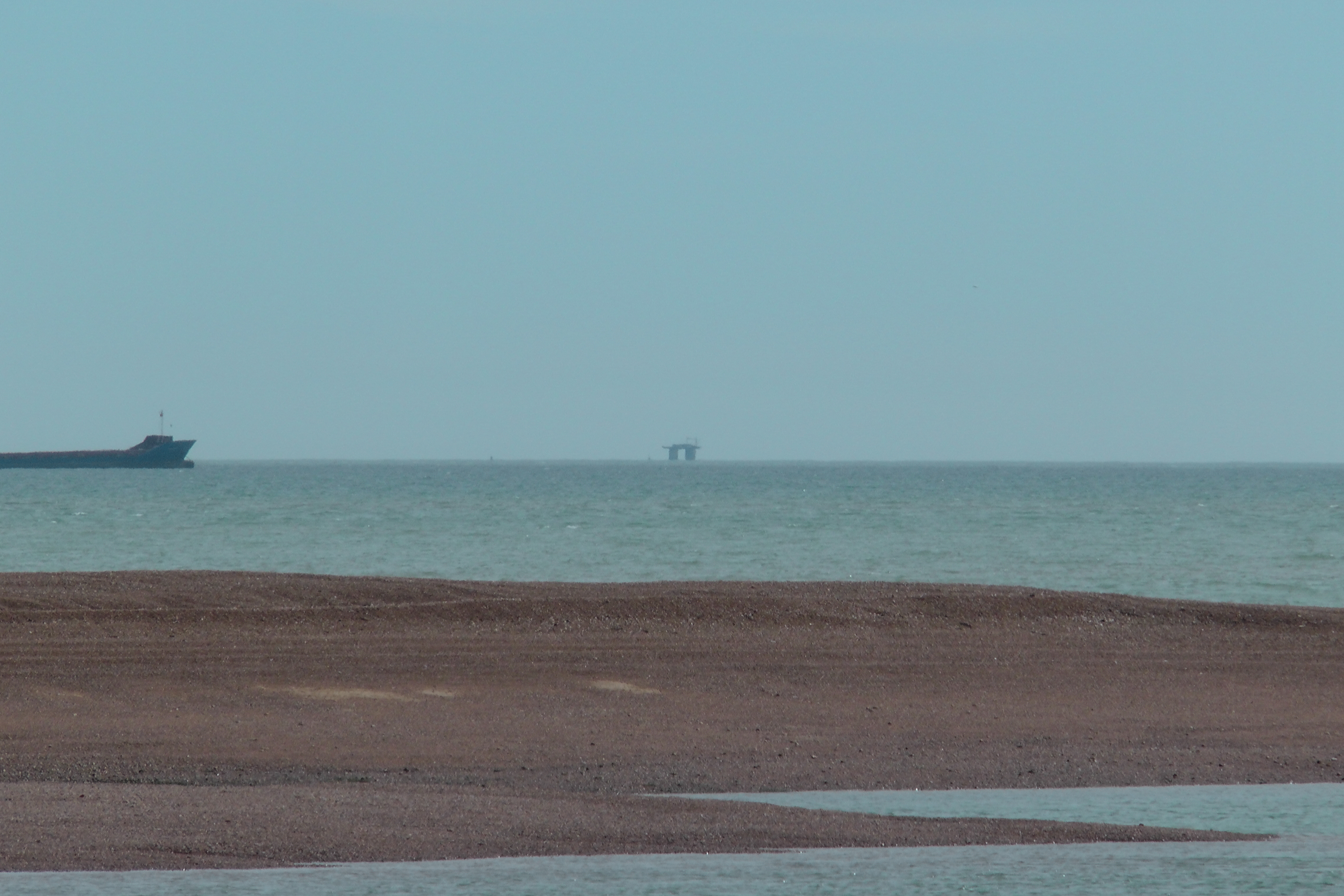
La piattaforma all'orizzonte

Nel 2000 la polizia spagnola scoprì un gruppo criminale che vendeva passaporti di Sealand (dichiarati come falsi da Sealand). Si sospettò che il gruppo fosse coinvolto in crimini di alto profilo, incluso l'omicidio di Gianni Versace.
Intorno al 2000, Sealand si fece conoscere da molti appassionati di informatica, proponendosi dapprima di ospitare siti web ritenuti di dubbia legalità nei paesi di origine, poi offrendo asilo a Napster. Nel 2007 Sealand fu messo in vendita da Michael Bates. Il prezzo stimato nel 2007 era di 750 milioni di euro. Il 9 gennaio 2007, il sito The Pirate Bay, uno dei più famosi tracker per BitTorrent, annunciò di voler acquistare Sealand raccogliendo fondi attraverso libere donazioni versate su conto Paypal. Tuttavia rinunciò dopo solo due settimane, a causa del disinteresse per la vendita mostrato da Bates.
La vendita sfumò del tutto in seguito alla chiusura dell'agenzia immobiliare spagnola che se ne occupò, Inmonaranja, nel 2008.
Il 9 ottobre del 2012, Roy Bates morì per cause naturali a 91 anni. Il titolo di "principe", per diritto ereditario, passò a Michael Bates (coniugato con Lorraine Wheeler), figlio primogenito che dal 1999 serviva come "reggente", essendo il padre affetto dalla malattia di Alzheimer. Il suo erede è James, il secondogenito nato nel 1986. Il 10 marzo 2016 morì in una casa di riposo anche Joan Bates, all'età di 86 anni.
Tra il 2018 ed il 2019, a causa dell'uscita del Regno Unito dall'Unione europea con la Brexit, il principato fu stato oggetto di richieste di cittadinanza da parte di britannici contrari alla Brexit.

## Geografia

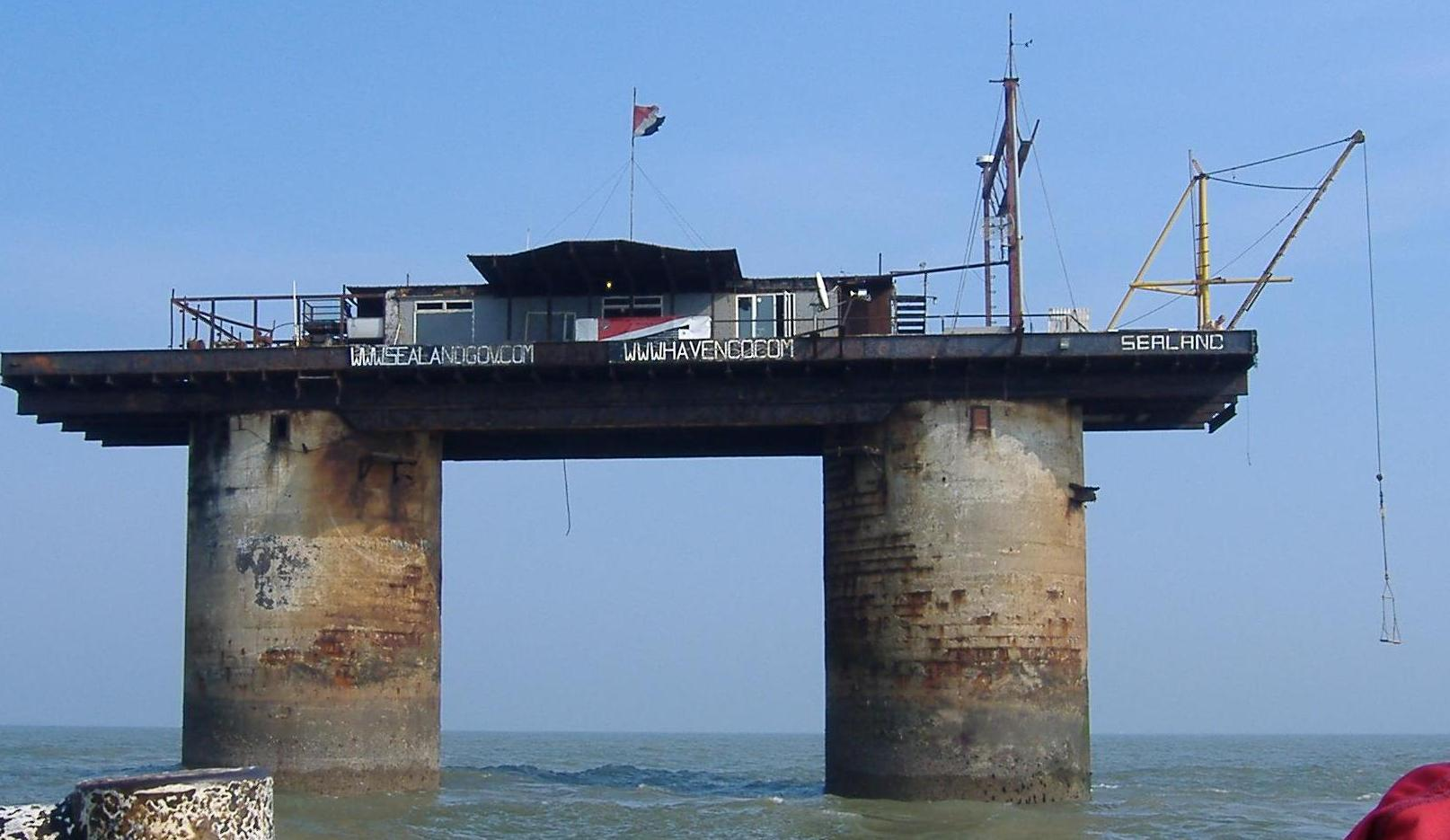
La piattaforma da un'altra prospettiva

La struttura si trova a circa 10 km al largo della costa del Suffolk (Inghilterra), alle coordinate 51° 53' 40" N e 1° 28' 57" E. Sulla struttura artificiale abitano cinque persone, su una superficie di circa 0,004 km².
Per la sua costruzione, una chiatta della Royal Navy venne rimorchiata sopra la secca marittima di Rough Sands, nel Mare del Nord, e affondata intenzionalmente.

## Status legale
L'affermazione che Sealand sia uno Stato indipendente e sovrano si basa su un'interpretazione di una decisione, di magistratura inglese, risalente al 1968, in cui è stato dichiarato che Roughs Tower si trovasse in acque internazionali e quindi al di fuori della giurisdizione di quel tribunale nazionale.
Questa dichiarazione potrebbe essere derivata da un documento registrato e condiviso online di recente. La questione che Sealand possa essere considerato uno Stato indipendente e sovrano è stata confermata da una sentenza giudiziaria britannica del 25 ottobre 1968 – direttamente dal tribunale di Chelmsford –, dove il giudice Chapman stabilì che Roughs Tower si trovava oltre le acque territoriali britanniche – allora fissate a 3 miglia nautiche – e pertanto al di fuori della giurisdizione del tribunale inglese per alcuni reati addebitati (uso di armi da fuoco). Questa decisione ha condotto all'assoluzione dei fondatori di Sealand (Paddy Roy Bates e Michael Roy Bates) per tali accuse.
Nel diritto internazionale, le scuole di pensiero più comuni per la creazione di uno Stato sono le teorie costitutive e dichiarative della creazione dello Stato. La teoria costitutiva è il modello standard ottocentesco della statualità, mentre la teoria dichiarativa è stata sviluppata nel XX secolo per ovviare alle carenze della teoria costitutiva. Nella teoria costitutiva, esiste uno Stato esclusivamente tramite il riconoscimento da parte di altri stati. La teoria si divide se questo riconoscimento richiede 'riconoscimento diplomatico' o semplicemente 'il riconoscimento dell'esistenza'. Sealand non ha ricevuto alcun riconoscimento ufficiale, ma è stato sostenuto da Bates che i negoziati condotti dalla Germania a seguito di un breve episodio di ostaggi costituisca 'il riconoscimento dell'esistenza' (e, dato che il governo tedesco secondo come riferito ha inviato un ambasciatore alla torre, riconoscimento diplomatico). Nella teoria dichiarativa di statualità, un'entità diventa uno Stato non appena soddisfa i criteri minimi per la statualità. Pertanto, il riconoscimento da parte di altri Stati è puramente 'dichiarativo' e non è necessario per l'esistenza dello Stato stesso.
Sulla statualità di Sealand e sul suo status internazionale sono stati prodotti due diversi pareri legali in tempi diversi da parte di due docenti universitari: il primo nel 1978 da parte di Béla Vitàny dell'università di Nimega, il secondo nel 2017 da parte di Jacobo Rios Rodriguez dell'Università di Perpignano Via Domitia, tesi a dimostrarne la statualità e la legittima sovranità del principato.

## Governo e politica
A prescindere dal suo status giuridico, Sealand è gestito dalla famiglia Bates come se fosse un'entità sovrana riconosciuta e venisse trasmesso agli eredi di famiglia. Roy Bates si è designato come 'il principe Roy' e la sua vedova come 'principessa Joan'. Il loro figlio è chiamato nella piattaforma "sua altezza reale il principe Michael" ed è stato indicato come il 'Principe Reggente' della famiglia Bates dal 1999. In questo ruolo, egli sarebbe 'Capo dello Stato' e anche 'Capo di Governo'. In una conferenza sulle micronazioni, ospitate dall'Università di Sunderland nel 2004, Sealand fu rappresentata da Michael Bates. L'impianto è ora occupato da uno o più bidelli rappresentanti di Michael Bates, il quale risiede in Essex, Inghilterra.
La Costituzione di Sealand è stata scritta nel 1974. Si compone di un preambolo e sette articoli. Il preambolo afferma l'indipendenza del Sealand, mentre gli articoli variamente trattano lo Stato di Sealand come una monarchia costituzionale, il potenziamento degli uffici di governo, il ruolo di un nominato, Senato consultivo, le funzioni di una nomina, di consulenza tribunale legale, il divieto di portare armi, se non per i membri di una designata 'Sealand Guard', il diritto esclusivo del sovrano di formulare la politica estera e modificare la costituzione e la patrilineare successione ereditaria della monarchia. Il sistema giudiziario di Sealand afferma di seguire la common law britannica e gli statuti assumono la forma di decreti emanati dal sovrano. Sealand ha rilasciato passaporti di "fantasia" (come definito dal Consiglio dell'Unione europea), che non sono validi per i viaggi internazionali e detiene il Guinness World Record per 'la più piccola area che rivendica lo status di nazione'. Il motto di Sealand è E Mare Libertas (Dal mare, Libertà). Appare sugli oggetti Sealandic - come francobolli, passaporti e monete - ed è il titolo dell'inno: Sealandic. L'inno è stato composto dal londinese Basil Simonenko; essendo un inno strumentale, non ha parole. Nel 2005, l'inno è stato registrato dalla Slovak Radio Symphony Orchestra e pubblicato nel loro CD "Inni Nazionali del Mondo", vol. 7: Qatar - Siria.

## Sport
Il 22 maggio 2013 l'alpinista Kenton Cool posiziona una bandiera di Sealand sulla sommità del monte Everest.
Per la stagione calcistica 2003-2004, Sealand può vantare perfino una propria nazionale di calcio, grazie a un accordo pattuito dal principe Michael con la squadra danese Vestbjerg Vintage, volto a dar maggior prestigio alla nazione.
Sempre nel 2003, l'atleta canadese Darren Blackburn rappresenta il principato del Sealand nella disciplina della maratona.
Dal 2022 esiste anche una "nazionale" di football americano, chiamata Sealand Seahawks.

## Bandiera

La bandiera del principato di Sealand

La bandiera è stata disegnata nell'estate del 1967 da Roy Bates, Joan Bates sua moglie, Michael Bates e Penny Bates, i loro figli, che avevano rispettivamente 14 e 16 anni; ed è stata innalzata il 2 settembre dello stesso anno.
(Michael Bates – Intervista rilasciata a Flag Institute)
Il rosso rappresenta Paddy Roy Bates, il fondatore e primo "sovrano" della micronazione. Il bianco rappresenta i valori della virtù e della purezza percorsi dai Principi di Sealand. Infine, il nero rappresenta il periodo in cui Roy Bates gestiva la radio pirata, che lo ha portato a fondare la micronazione.
La bandiera di Sealand è simile alle bandiere nazionali del Congo, della RD Congo, della Namibia, di St. Kitts e Nevis, delle Isole Salomone e della Tanzania. Difatti, ognuna ha una fascia che si estende dal basso a sinistra in alto a destra, dividendo così la bandiera in tre parti distinte. Tuttavia, la bandiera del Principato è più vecchia di tutte le altre, tranne quelle del Congo e della Tanzania.

## Araldica e titoli nobiliari
Il titolo di nobiltà del principato è di possibile ottenimento, attraverso una lettera di titolo acquisito firmato dal principe reggente; indipendentemente dalla cittadinanza posseduta, un attestato, approvato con nulla osta dalla famiglia reale, che conferisce il titolo di "lord", "barone", "conte", "duca" (oppure anche di "lady", "baronessa" o "contessa" o "duchessa") di Sealand; nel 2013 è stato ideato anche il titolo di "cavaliere" dell'ordine di Sealand. I certificati sono riconosciuti all'interno del solo principato e permettono di essere invitati come consiglieri del "principe", partecipare a banchetti e manifestazioni che si possono tenere nel principato stesso o anche in sede estera. 
L'uso in altri stati dei titoli di Sealand è possibile compatibilmente con le normative in vigore negli stati stessi. In Italia, ai sensi della XIV disposizione transitoria della Costituzione per cui "i titoli nobiliari non sono riconosciuti", non hanno alcuna rilevanza giuridica, il loro utilizzo è pertanto pienamente libero nell'ambito del diritto privato. Sealand rilascia inoltre stemmi araldici.

## Elenco dei principi
| Ritratto | Titolo                                                  | Nominativo                  | Mandato                           |
| -------- | ------------------------------------------------------- | --------------------------- | --------------------------------- |
|          | Principe Roy di Sealand (Prince Roy of Sealand)         | Paddy Roy Bates (1921-2012) | 2 settembre 1967 - 9 ottobre 2012 |
|          | Principe Michael di Sealand (Prince Michael of Sealand) | Michael Bates (1952-)       | 9 ottobre 2012 - in carica        |